# Tephrodornis
Tephrodornis är ett släkte i familjen vangor inom ordningen tättingar. Släktet omfattar fyra arter som förekommer från Indien och Indokina till Stora Sundaöarna:
- Malabarskogstörnskata (T. sylvicola)
- Större skogstörnskata (T. virgatus) – syn. gularis
- Vitbrynad skogstörnskata (T. pondicerianus)
- Ceylonskogstörnskata (T. affinis)

## Familjetillhörighet
Släktet har länge flyttats runt mellan olika familjer. Fram tills nyligen placerades arterna istället i familjen skogstörnskator (Tephrodornithidae) med filentomor och släktet Hemipus. Studier visar dock att denna grupp är nära släkt med vangorna och flyttas nu allmänt dit.